# Nicholas Udall
Pour les articles homonymes, voir Udall.
Nicholas Udall (né dans le Hampshire en 1504 et mort à Londres le 23 décembre 1556) est un auteur de pièces de théâtre anglais. Il est surtout connu pour être l'auteur de Ralph Roister Doister (vers 1553), première comédie en vers anglaise, influencée par les pièces de Térence et de Plaute et qui a pour personnage principal un soldat fanfaron.